# Fulcinia variipennis
Fulcinia variipennis är en bönsyrseart som beskrevs av John Obadiah Westwood 1889. Fulcinia variipennis ingår i släktet Fulcinia och familjen Iridopterygidae. Inga underarter finns listade i Catalogue of Life.